# Communauté de communes du Pays des Paillons
Die Communauté de communes du Pays des Paillons ist ein französischer Gemeindeverband mit der Rechtsform einer Communauté de communes im Département Alpes-Maritimes in der Region Provence-Alpes-Côte d’Azur. Sie wurde am 24. November 2003 gegründet und umfasst elf Gemeinden. Der Verwaltungssitz befindet sich im Ort Contes.
Erlasse vom 8. Dezember 2021 legten mit Wirkung zum 1. Januar 2022 den Austritt der Gemeinden Drap und Châteauneuf-Villevieille aus dem Gemeindeverband und gleichzeitigen Beitritt zur Métropole Nice Côte d’Azur fest.

## Mitgliedsgemeinden
| Gemeinde                                    | Einwohner 1. Januar 2022 | Fläche km² | Dichte Einw./km² | Code INSEE | Postleitzahl |
| ------------------------------------------- | ------------------------ | ---------- | ---------------- | ---------- | ------------ |
| Bendejun                                    | 961                      | 6,35       | 151              | 06014      | 06390        |
| Berre-les-Alpes                             | 1.234                    | 9,58       | 129              | 06015      | 06390        |
| Blausasc                                    | 1.664                    | 10,21      | 163              | 06019      | 06440        |
| Cantaron                                    | 1.276                    | 7,38       | 173              | 06031      | 06340        |
| Coaraze                                     | 822                      | 17,14      | 48               | 06043      | 06390        |
| Contes                                      | 7.722                    | 19,47      | 397              | 06048      | 06390        |
| L’Escarène                                  | 2.563                    | 10,67      | 240              | 06057      | 06440        |
| Lucéram                                     | 1.249                    | 65,52      | 19               | 06077      | 06440        |
| Peille                                      | 2.205                    | 43,16      | 51               | 06091      | 06440        |
| Peillon                                     | 1.427                    | 8,70       | 164              | 06092      | 06440        |
| Touët-de-l’Escarène                         | 303                      | 4,57       | 66               | 06142      | 06440        |
| Communauté de communes du Pays des Paillons | 21.426                   | 202,75     | 106              | –          | –            |